# Eadulf III di Bernicia
Eadulf III, o Eadwulf (... – 1041), è stato earl di Bernicia e regnante di Bamburgh dal 1038 fino alla morte nel 1041.

## Biografia
Era figlio di Uchtred l'Ardito ed era succeduto al fratello Ealdred II. Secondo la cronaca anglosassone fu tradito da Ardecanuto e ucciso. Fu l'ultimo degli earl dell'antica linea berniciana a regnare prima che suo figlio Osulf usurpasse l'earldom di Northumbria nel 1067.
Nell'Historia Regum Anglorum, Eadwulf è ricordato per aver condotto una campagna militare contro i britanni della Cumbria nel 1038. I Cumbri potrebbero aver perso le terre che avevano tenuto a sud della Solway in quel frangente.